# Freeport (Florida)
Freeport is een plaats (city) in de Amerikaanse staat Florida, en valt bestuurlijk gezien onder Walton County.

## Demografie
Bij de volkstelling in 2000 werd het aantal inwoners vastgesteld op 1190.
In 2006 is het aantal inwoners door het United States Census Bureau geschat op 1728, een stijging van 538 (45.2%).

## Geografie
Volgens het United States Census Bureau beslaat de plaats een oppervlakte van
28,0 km², waarvan 27,9 km² land en 0,1 km² water. Freeport ligt op ongeveer 1 m boven zeeniveau.

## Plaatsen in de nabije omgeving
De onderstaande figuur toont nabijgelegen plaatsen in een straal van 40 km rond Freeport.